# Willy Brezza
Willy Brezza, all'anagrafe Guglielmo Brezza (Roma, 2 gennaio 1935 – Roma, 31 dicembre 1996), è stato un compositore, pianista, arrangiatore e direttore d'orchestra italiano.

## Biografia
Dopo essersi diplomato in pianoforte il 27 giugno 1953 con 10, lode, e menzione d'onore al Conservatorio Santa Cecilia di Roma, iniziò l'attività di pianista di musica classica in Italia e all'estero, vantando un vasto repertorio di autori quali: Bach, Mozart, Beethoven, Chopin, Liszt, Brahms, Gershwin, Casella...per giungere poi alla musica jazz.
Nel 1961 ebbe una parentesi come cantante all'interno del gruppo vocale "2+2" di Nora Orlandi, dopodiché si dedicò alla composizione di canzoni e colonne sonore, collaborando anche con molte case discografiche in veste di arrangiatore.
Nel 1964 ottenne molto successo rielaborando con Nini Rosso il Silenzio fuori ordinanza, inciso dal trombettista torinese nel 45 giri Il silenzio/Via Caracciolo; nello stesso anno fu uno dei direttori d'orchestra al Festival di Napoli 1964.
Nel 1965 scrisse con Giosafat Capuano la musica di Lei dice, che Mario Zelinotti presentò a Un disco per l'estate 1965.
Nel 1969 diresse l'orchestra al Festival di Sanremo nell'esecuzione del brano Bada bambina cantato da Little Tony.
Nel 1971 collaborò con Donatella Moretti come arrangiatore nell'album Storia di storie; negli anni settanta partecipò come pianista e direttore d'orchestra a molte trasmissioni televisive per la Rai, tra cui Insieme facendo finta di niente, con Enza Sampò, nel 1976.
Continuò l'attività fino alla fine del decennio successivo, per poi ritirarsi a vita privata.

## Le principali canzoni scritte da Willy Brezza
| Anno | Titolo                 | Autori del testo                | Autori della musica             | Interpreti ed incisioni |
| ---- | ---------------------- | ------------------------------- | ------------------------------- | ----------------------- |
| 1965 | Lei dice               | Franco Taddia e Mario Zelinotti | Willy Brezza e Giosafat Capuano | Mario Zelinotti         |
| 1966 | Treno vai              | Ferruccio Vitacchio             | Willy Brezza                    | Ferruccio               |
| 1966 | Di questo nostro amore | Ferruccio Vitacchio             | Willy Brezza                    | Ferruccio               |
| 1969 | Musica di stelle       | Gualtiero Minelli               | Willy Brezza                    | Lillian                 |
| 1973 | Tu mi regali l'estate  | Virgilio Riccieri               | Willy Brezza e Franco Zauli     | Miro                    |

## Discografia parziale

### Album
- 1969: Willy Brezza e la sua orchestra (Seven Records, SR/HLP/116)
- 1976: Perché si uccidono (La merde) (Cinevox, MDF 33.96; con il Reale Impero Britannico)

### Singoli
- 1959: Concerto di Varsavia/Rapsodia in blue (RCA Italiana, N 0928)
- 1966: All'ombra di una colt/Finché il mondo sarà (RCA Italiana, N 03340)

## Colonne sonore
- Peggio per me... meglio per te, regia di Bruno Corbucci (1967)
- Odio per odio, regia di Domenico Paolella (1967)
- Riderà (Cuore matto), regia di Bruno Corbucci (1967)
- Cuore matto... matto da legare, regia di Mario Amendola (1967)
- Marinai in coperta, regia di Bruno Corbucci (1967)
- Vacanze sulla Costa Smeralda, regia di Ruggero Deodato (1968)
- Zum Zum Zum - La canzone che mi passa per la testa, regia di Sergio e Bruno Corbucci (1968)
- Donne... botte e bersaglieri, regia di Ruggero Deodato (1968)
- La lunga notte di Tombstone, regia di Jaime Jesus Balcazar (1968)
- Zingara, regia di Mariano Laurenti (1969)
- Zum Zum Zum nº 2, regia di Bruno Corbucci (1969)
- Due bianchi nell'Africa nera, regia di Bruno Corbucci (1970)
- 4 caporali e ½ e un colonnello tutto d'un pezzo, regia di Bitto Albertini (1973)
- Le impiegate stradali - Batton Story, regia di Mario Landi (1976)
- Gardenia - Il giustiziere della mala, regia di Domenico Paolella (1979)